# Johannes Heinrich Ursinus
Johannes Heinrich Ursinus (también conocido como Johannes Henricus Ursinus, Iohannes Henricus Ursinus, Johann Heinrich Ursin y John Henry Ursinus) (26 de enero de 1608 Speyer - 14 de mayo de 1667 Regensburg) fue un erudito alemán autor, teólogo luterano, humanista y decano de Ratisbona, que estudió las raíces orientales de la filosofía occidental y fue el autor de una enciclopedia escolar. Fue Rector en Maguncia, predicado en Weingarten, Speier y Ratisbona, y que había sido un estudiante en Estrasburgo.
Su Arboretum Biblicum que apareció en 1663, fue el primer intento para crear una concordancia de referencias botánicas en la Biblia, y es anterior a la Hierozoicon, un compendio zoológico de animales bíblicos, de Samuel Bochart. En total, Ursino publicó 137 obras en 153 publicaciones en 3 idiomas.

## Obra seleccionada
- Musagetes, seu de studiis recte instituendis consilium, Regensburg 1656, Nürnberg 1659, Leipzig 1678
- Atrium Latinitatis sive Commentarius locuples in Januam Comenianam, Frankfurt 1657
- Progymnastices oratoriae epitome, praxin grammaticam, dialecticam, rhetoricam, Nürnberg 1659
- Analecta rhetorica sive progymnasmata sacrae profanaeque eloquentiae libri II, Nürnberg 1660
- De Zoroastre Bactriano, Hermete Trismegisto, Sanchoniathone Phoenicio eorumque scriptis et aliis contra Mosaicae scripturae antiquitatem exercitationes familiares, Nürnberg 1661
- Tyrocinium historico-chronologicum sive in Historiam Sacram et Profanam Universalem Brevis Manuductio in Usum Iuventutis, Frankfurt 1662 online
- Epitome metaphysicae, Nürnberg 1664
- Compendium Topicae generalis, Nürnberg 1664
- Compendium Logicae Aristotelicae, Regensburg 1664
- Encyclopaedia scholastica sive artium, quas vocant liberalium prima rudimenta, Nürnberg 1665
- De fortuna, Christophorus Ursinus ad panegyrin solemnem qua Johannes Brunnemannus viro Christiano Wildvogeln publ. collaturus, humanitate invitat, Frankfurt 1668

## Honores

### Eponimia
Género de fanerógama
- (Asteraceae) Ursinia Gaertn 1791[5]